# فرنسيسكو لوبيز كونتريرز
فرنسيسكو لوبيز كونتريرز (بالإسبانية: Francisco López Contreras)‏ هو لاعب كرة قدم غواتيمالي، ولد في 17 سبتمبر 1934 في Santa Catarina Pinula ‏ في غواتيمالا. شارك مع منتخب غواتيمالا لكرة القدم. أما مع النوادي، فقد لعب مع نادي كوميونيكيشنس.

## وصلات خارجية
- فرنسيسكو لوبيز كونتريرز على موقع الاتحاد الدولي (مؤرشف)  (الإنجليزية)